# Route départementale 15 (Yvelines)
Pour les articles homonymes, voir Route départementale 15.
La route départementale 15 ou D15, est une petite route du département français des Yvelines.
Commençant sur la commune de Neauphle-le-Château, elle se termine au giratoire des Mousseaux (commune de Jouars-Pontchartrain).